# Senatorenpalast

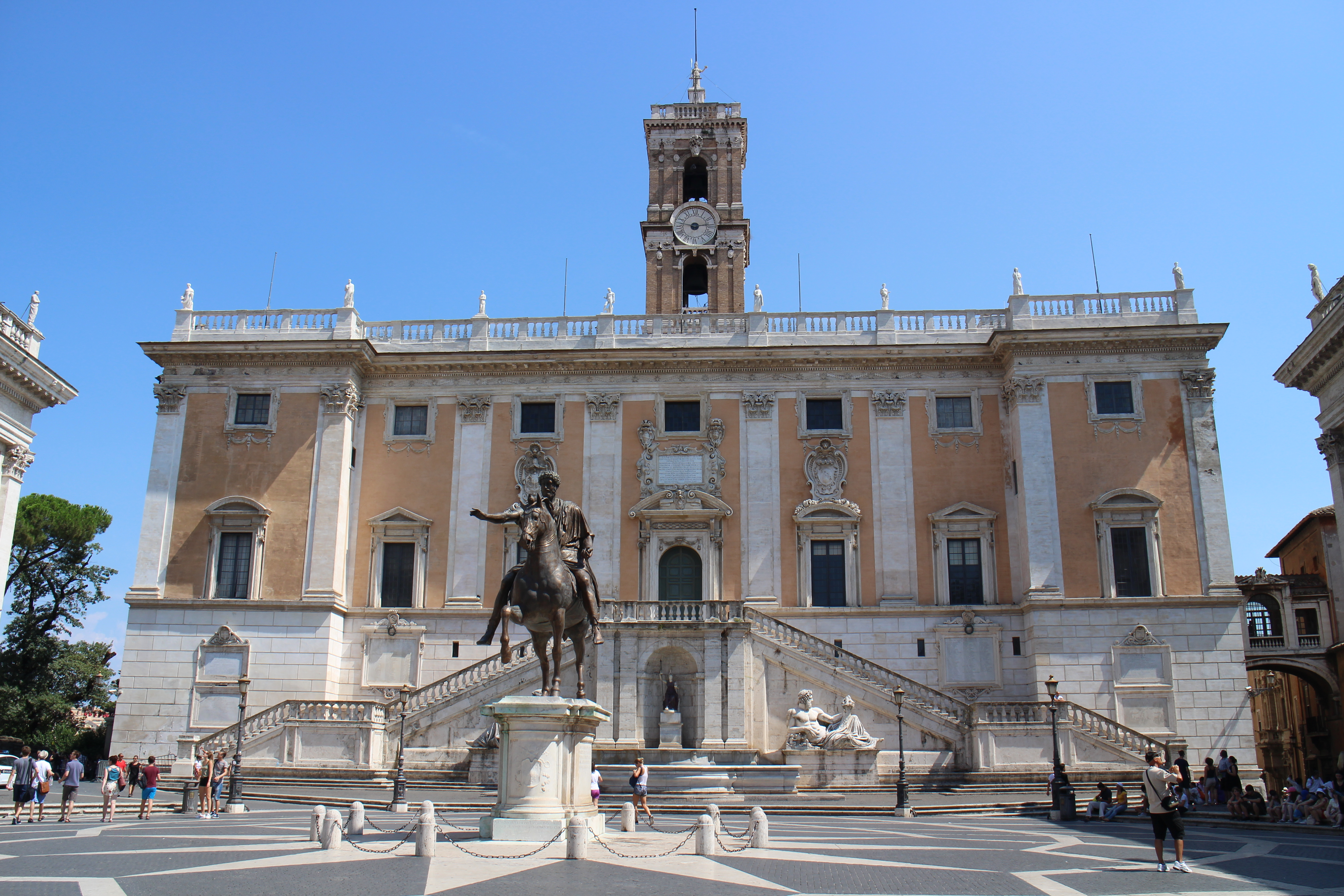
Senatorenpalast auf dem Kapitolshügel in Rom

Der Senatorenpalast (italienisch Palazzo Senatorio) ist ein Gebäude auf dem Kapitolshügel in Rom und beherbergt heute das Rathaus der Stadt. Gemeinsam mit dem Konservatorenpalast und dem Palazzo Nuovo umrahmt der Senatorenpalast den Kapitolsplatz, in dessen Mitte die Reiterstatue Mark Aurels steht.
Der Senatorenpalast ist nicht zu verwechseln mit dem Palazzo Madama, in dem der italienische Senat tagt.

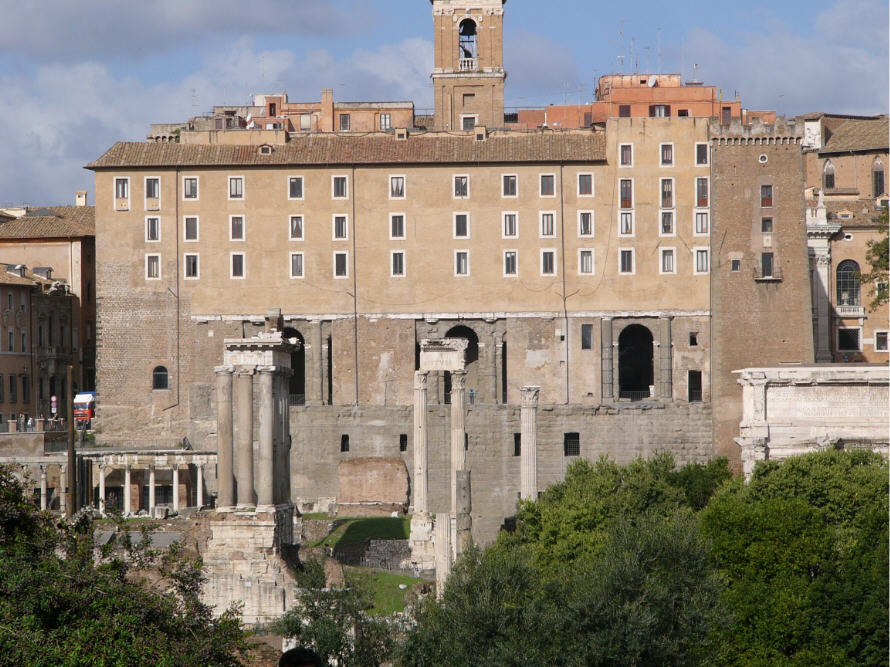
Senatorenpalast vom Forum Romanum aus gesehen

Der heutige Senatorenpalast hat eine lange Geschichte hinter sich. Die Anfänge dieses Palastes fallen in das Jahr 78 v. Chr. Damals wurde der Konsul Quintus Lutatius Catulus vom Senat beauftragt, ein Staatsarchiv auf dem Kapitolshügel zu errichten. Dieses sogenannte Tabularium wurde dann auch durch den Architekten Lucius Cornelius errichtet.
Im Laufe des Mittelalters verfiel das Gebäude wie die meisten auf dem Kapitolshügel errichteten antiken Bauwerke. Erst die römische Adelsfamilie der Corsi nutzte wieder die strategisch günstige Lage des Kapitolshügel und baute das ehemalige Tabularium zu ihrer Festung aus. Sie waren es wohl auch, die die Hauptfassade des Gebäudes weg vom Forum Romanum hin zum heutigen Kapitolsplatz verlegten.
Das heutige Aussehen erhielt der Senatorenpalast dann im 16. Jahrhundert nach den Plänen Michelangelos. Unter der Aufsicht von Michelangelo selbst wurde die Doppeltreppe hinzugefügt. Unterhalb der Treppe ergänzt er einen Brunnen mit antiken Brunnenfiguren – einer Personifizierung des Tibers und einer des Nils sowie in der Mitte eine Minervastatue. Die Fassade des Senatorenpalastes wurde zwischen 1573 und 1605 durch die Baumeister Giacomo della Porta und Girolamo Rainaldi hinzugefügt. Diese hielten sich jedoch nicht exakt an die Pläne Michelangelos, sondern veränderten eine Reihe von Details.
Im Zuge der Umgestaltung des 16. Jahrhunderts wurden jedoch weite Teile der Vorgängerbauten mit eingebunden. So blieb der Unterbau des antiken Tabulariums erhalten. Die beiden mächtigen Ecktürme sind Reste aus der Zeit des Gebäudes als Corsi-Festung. Alles gemeinsam verleiht dem Palast trotz seiner barocken Fassade einen recht wehrhaften Charakter.
Der Glockenturm in der Mitte des Gebäudes wurde zwischen 1578 und 1582 von Martino Longhi dem Älteren anstelle eines Vorgängerbaus gebaut.
Seit 1871 dient der Palast als römisches Rathaus und als Sitz des Bürgermeisters von Rom.